# 科斯定理
科斯定理（英語：Coase theorem），描敍一個經濟體系內部的資源配置與產出，在外部性存在的情形下，其經濟效率所可能受到的影響。這個理論由诺贝尔经济学奖得主罗纳德·科斯在1960年代的論文中提出。喬治·斯蒂格勒在1966年出版的經濟學教科書中，首次將他的見解進行歸納，並被後人稱為科斯定理，事實上他不曾使用過科斯定理一詞，或者定义他们可以自己解决外部性问题。
其核心思想是交易成本。《新帕尔格雷夫经济学词典》中由罗伯特·库特对“科斯定理”的解释。他写道：“从强调交易成本解释的角度说，科斯定理可以描述如下：只要交易成本等于零，法定权利（即产权）的初始配置并不影响效率。”

## 定理
科斯是在考慮無線電廣播頻率時發展出科斯定理的。兩家廣播電台假如在同一個頻段廣播，便可能互相干擾，而管理者則必須將各個頻段以最有效率的方式分配給不同的廣播電台，從而消除電台之間的干擾。科斯的定理認為，只要對頻率的產權界定清楚，那麼無論頻率在初始階段如何分配，市場最終都會達到最有效率的狀態。過程如下：在兩家存在爭議的電台之間，從爭議頻段中可以獲得更大利益的電台甲假如對該頻段沒有產權，他也有足夠的誘因向另一家電台乙購買或租用該頻段的使用權，因為甲為了拿到頻段而願意付出的金額必定大於乙為了放棄頻段而願意接受的金額。因此，頻段的初始分配會影響到兩家電台的盈虧狀況，卻改變不了頻段達到最有效率的分配狀態的必然結果。
以上的情況，只有在沒有交易成本的情況下才成立，而在交易成本存在的情況下，市場參與者之間的交易中便會出現阻礙。比如在以上的例子當中，甲為了拿到頻段而願意出的金額當中，有一部分必須作為甲乙雙方的交易成本（如談判費、訴訟費等）被扣除，餘下的數量或許就不足以為了放棄頻段而願意接受的金額，甲可能就爭取不到對該頻段的使用權，市場就無法達到最有效率的狀況。因此，在分配產權時，分配者應該儘量減低有可能出現的交易成本，使市場參與者能夠進行交易，這樣市場才能夠達到有效率的最終狀態。

## 延伸閲讀
- Akee, R. . Journal of Law and Economics volume = 52. 2009, (2): 395–410. doi:10.1086/592718.
- Hurwicz, Leonid. . Japan and the World Economy. May 1995, 7 (1): 49–74. doi:10.1016/0922-1425(94)00038-U.
- Lee, Timothy. "The Coase Theorem is widely cited in economics. Ronald Coase hated it". The Washington Post. Retrieved 23 October 2020.
- Medema, Steven G. 2020. "The Coase Theorem at Sixty （页面存档备份，存于）." Journal of Economic Literature, 58 (4): 1045-1128.
- Schweizer, Urs (1988). "Externalities and the Coase Theorem: Hypothesis or Result?". Journal of Institutional and Theoretical Economics (JITE). 144 (2): 245–266.
- Rosenkranz, Stephanie; Schmitz, Patrick W. (2007). "Can Coasean Bargaining Justify Pigouvian Taxation?". Economica. 74 (296): 573–585. doi:10.1111/j.1468-0335.2006.00556.x. ISSN 1468-0335.
- Robson, Alexander; Skaperdas, Stergios (2005). "Costly enforcement of property rights and the Coase theorem". The Australian National University.

## 參閲
- 法律經濟學期刊

## 外部連結
- 崔之元：〈科斯定理：真知灼見還是同義反覆？〉 （页面存档备份，存于）（1993）
- 知乎：「舍友睡觉影响了我用音响听歌」这句话怎样分析界定？ （页面存档备份，存于）